# اولسبی
اولسبی (به آلمانی: Uelsby) یک شهر در آلمان است که در اشلسویگ-فلنسبورگ واقع شده‌است. اولسبی  ۴۶۱ نفر جمعیت دارد.